# Raión de Shabran
Shabran (en azerí: Şabran) es uno de los cincuenta y nueve rayones en los que subdivide políticamente la República de Azerbaiyán. Hasta el año 2010 se denominaba Dəvəçi. La capital es la ciudad homónima.

## Territorio y Población
Comprende una superficie de 1739 kilómetros cuadrados, con una población de 46 800 personas y una densidad poblacional de 26,9 habitantes por cada kilómetro cuadrado.

## Economía
Esta región es famosa por su producción de alfombras. Más allá de la región son conocidas las alfombras de la aldea Pirabedil. Además, los granos, vinos y hortalizas y las explotaciones ganaderas forman parte del sustento económico agrícola. En el pueblo de Gala Alti hay un sanatorio, que cura con aguas minerales y sulfurosas.

## Transporte
A través del rayón, pasa la carretera principal de Bakú a Daguestán en la costa.